# 牧口一二
牧口 一二（まきぐち いちじ、1937年 - 2024年9月26日）は、日本のグラフィックデザイナー、障害者運動家、作家。
大阪府出身。大阪美術学校（現・大阪芸術大学）卒業。障害者の社会進出、自立などを考え、精力的に活動し、障害者に代わる新しい言葉の模索もしている。

現在、被災障害者支援「NPO法人　ゆめ・風10億円基金」事務局長、障害者文化情報研究所所長。大阪市立大学、桃山学院大学、関西学院大学非常勤講師。
障害者だからこそ見える社会の矛盾を鋭く指摘している。

## 人物・エピソード
満1歳の頃、脊髄性小児マヒ（ポリオ）にかかり、歩くことが不自由になる。小学校2年の頃から松葉杖で通学することが出来るようになり、中学、高校、美術学校と、全て地域の学校に通う（現在は車イスを使っている）。
美術学校卒業後、54社もの就職試験を受けるが、全て不採用となる。その後、美術学校時代の学友の助けで、グラフィック・デザイナーとしての活動を始める。現在、合名会社おばけ箱代表。また障害者が社会進出出来ることなら何でも手掛けようと、大阪市立大学などで「障害者と人権」論の非常勤講師、障害者文化情報研究所所長、誰でも乗れる地下鉄をつくる会代表の他、過去には「きらっといきる」（NHK教育）の司会者としてレギュラー出演していた。
障害者の一人として、障害者にしか分からない社会のおかしさ、矛盾を指摘する。また、心や体のどこかに「障害」ある人を「障害者」と呼ぶことについて、疑問を投げかける他、「人間の自立」についても考える。さらに、人と人との共生だけでなく、動物と人間、植物と人間、それをとりまく周囲の環境と人間の暮らしについても考えている。
2024年9月26日に死去。87歳没。
日本聖公会の信徒で有り、大阪聖ヨハネ教会にて葬儀が営まれた。

## 出演番組
- きらっといきる（NHK教育テレビ）
1999年の番組開始から出演していたが、2009年、10周年を迎えたのを機にジェフ・バーグランドとともに引退。

## 書籍作品
- 「風の旅人」
- 「ちがうことこそ　ええこっちゃ」
- 「雨あがりのギンヤンマたち」
- 「夕やけ空のオニヤンマ」
- 「あなたと障害者と。」
- 「しまったぁ！　ゆめ篇・風篇」
- 「LOVE」
- 「障害者と差別語」
- 「われら何を掴むか」
- 「ハートで描く心の」
- 「何が不自由で、どちらが自由か」
- 「障害者問題ゼミナール―共に生きよう、楽に生きよう」
- 「ボランティアにおくる14章―活動を深めるためのキーワード」
- 「初心に戻って」
- 「松葉杖がゆく」

## 講演
- 思い出は生きている証　思い出づくり、人づくり
- 障害者観のイメージチェンジ　ヒトでなく人間でありたい
- いじめ、自殺問題を考える　逃げてもええんや、生きぬこう
- マキさんの自然環境論　夢と理想を求め続けて